# Růžena
Růžena je ženské křestní jméno. Vzniklo jako překlad latinského jména Rosa – „růže“.
Podle českého kalendáře má svátek 13. března. Církevní svátek připadá na 23. srpna a připomíná Růženu z Limy. Domácká či zdrobnělá podoba jména je Růženka, Růžička, Růžka či Růže. Latinskou variantou je Rozálie, Rozárie a španělská je Rosita. Další česká podoba je Růže.

## Statistické údaje
Následující tabulka uvádí četnost jména v ČR a pořadí mezi ženskými jmény ve srovnání dvou roků, pro které jsou dostupné údaje MV ČR – lze z ní tedy vysledovat trend v užívání tohoto jména:
| Rok       | Četnost     | Pořadí   |
| 1999      | 56 461      | 26.      |
| 2002      | 52 259      | 31.      |
| Porovnání | o 4202 méně | o 5 hůře |

Změna procentního zastoupení tohoto jména mezi žijícími ženami v ČR (tj. procentní změna se započítáním celkového úbytku žen v ČR za sledované tři roky) je −6,7 %, což svědčí o značném poklesu obliby tohoto jména.

## Cizí formy
- Slovensky: Ružena, Rozália
- Maďarsky: Rozália
- Německy, nizozemsky: Rosalia, Rosaria
- Anglicky: Rosalie, Rosalia, Rose
- Francouzsky, dánsky, norsky: Rosalie
- Italsky, portugalsky: Rosalia, Rosaria
- Španělsky: Rosalía
- Rusky, ukrajinsky, chorvatsky: Rozalija
- Srbsky: Ruža
- Polsky: Rozalia

## Známé nositelky jména Růžena
- sv. Růžena Limská
- Růžena Beinhauerová – československá lyžařka
- Růžena Čechová – česká prozaička a básnířka
- Růžena Čechová – česká a československá politička
- Růžena Děcká – muzikantka a pedagožka
- Růžena Dostálová – česká filoložka, historička, literární historička, překladatelka a přední byzantoložka
- Růžena Fikejzlová-Baumová – česká cestovatelka, fotografka a autorka cestopisů
- Růžena Grebeníčková – česká literární teoretička a překladatelka
- Růžena Hrbková – česká a československá politička
- Růžena Hromádková – česká a československá politička
- Růžena Jesenská – česká spisovatelka
- Růžena Jilemnická – slovenská spisovatelka a pedagožka českého původu
- Růžena Kolářová – česká a československá politička
- Růžena Lysenková – česká herečka
- Růžena Maturová – česká operní pěvkyně, sopranistka
- Růžena Merunková – česká herečka
- Růžena Nasková – česká herečka
- Růžena Novotná – československá vodní slalomářka, kajakářka
- Růžena Pelantová – učitelka, sociální pracovnice a funkcionářka národně socialistické strany
- Růžena Petrů – česká a československá politička
- Růžena Reichstädterová – česká a československá pedagožka, politička a senátorka
- Růžena Sehnalová – česká a československá politička
- Růžena Skřivanová – česká a československá politička
- Růžena Svobodová – česká spisovatelka
- Růžena Šlemrová – česká herečka
- Růžena Urbánková – česká a československá politička
- Růžena Vacková – česká divadelní kritička
- Růžena Valentová – česká partyzánka z Olomouce
- Růžena Veselá – česká a československá politička
- Růžena Vintrová – česká ekonomka
- Růžena Zahrádková – česká a československá politička
- Růžena Zátková – česká malířka a sochařka

## Známé nositelky jména Rosalie
- Rosalie Allen, americká zpěvačka polského původu
- Rosalie Bradford
- Rosalie Carey, americká herečka
- Rosalie Crutchley, anglická herečka
- Rosalie Edge, americká sufražetka
- Rozalie Fuitová, dcera herečky Kristýny Novákové a režiséra Jaroslava Fuita
- Dr. Rosalie Greenberg, autorka knihy o bipolárních dětech
- Rosalie Hale, fiktivní postava z filmové ságy Stmívání
- Rozalie Hanáková, dcera herce Tomáše Hanáka
- Rosalie Jones, americká sufražetka
- Rozálie Kotyková, česká herečka
- Rozálie Kohoutová, česká dokumentaristka
- Rosalie O'Connor, fotografka
- Rosalie Poe, sestra Edgara Allan Poea
- Rozalie Prachařová, dcera herců Lindy Rybové a Davida Prachaře
- Rosalie Van Breemen, holandská modelka, moderátorka a novinářka
- Rosalie Vega, herečka
- Rosalie Ward, americká herečka
- Rosalie Williams, americká herečka
- Rosalie Jean Willis, manželka vraha Charlese Mansona

## Známé nositelky jména Rosita
- Rosita Mary Erbanová – česká dabérka

## Známé nositelky jména Rose, Rosa
- Andie MacDowell – americká herečka
- Rose Byrne, australská herečka
- Rose Dawson, fiktivní postava z filmu Titanic (1998). Hrála ji Kate Winsletová
- Rose Dugdale, anglická dědička, která se připojila Irské republikánské armády
- Rose Hart, ghanská atletka
- Mia Rosa Kadlecová – dcera herečky Ester Geislerové a vnučka herečky Růženy Lysenkové
- Rose Fitzgerald Kennedy, matka amerického presidenta Johna F. Kennedyho
- Rose Laurens, francouzská písničkářka
- Rose McGowan, americká herečka
- Rose Mortem, americká muzikantka a módní návrhářka
- Rose Nabinger, německá písničkářka
- Rose Porteous, filipinsko-australská společenská celebrita
- Rose Schneiderman, polskoamerická společenská celebrita
- Rose Stone, afroamerická zpěvačka a klávesistka
- Rose (TV osobnost), indická transsexuální moderátorka
- Rose Wilder Lane, americká novinářka a politická teoretička

## Literární postavy
- Šípková Růženka – spící princezna z pohádky O Šípkové Růžence
- Rosalie (film)
- Rosetta - postava z románu Horalka Alberta Moravii, dcera hlavní postavy Césiry

## Filmové postavy
- Růžena Pávková – řidičova manželka z filmu Vesničko má středisková
- Rose Dawson – hlavní postava z filmu Titanic, kterou ztvárnila Kate Winslet